# Florêncio de Abreu
Florêncio Carlos de Abreu e Silva (Porto Alegre, 20 d'octubre de 1839 — Rio de Janeiro, 12 de desembre de 1881) advocat, periodista, escriptor i polític brasiler. Va ser diputat per la província de Rio Grande do Sul, senador de l'Imperi de Brasil i president de l'estat de São Paulo del 7 d'abril al 5 de novembre del 1881.